# NGC 498
NGC 498 est une petite galaxie lenticulaire située dans la constellation des Poissons. NGC 498 a été découverte par l'astronome irlandais R.J. Mitchell en 1856.

## Caractéristiques
Sa vitesse par rapport au fond diffus cosmologique est de 5 868 ± 102 km/s, ce qui correspond à une distance de Hubble de 86,6 ± 6,2 Mpc (∼282 millions d'al).